# Ahrenshagen (Ahrenshagen-Daskow)
Ahrenshagen ist ein Ortsteil der Gemeinde Ahrenshagen-Daskow im Landkreis Vorpommern-Rügen in Mecklenburg-Vorpommern. 

## Geschichte
Ahrenshagen wurde erstmals 1323 urkundlich erwähnt. Es entstand im Zuge der deutschen Ostkolonisation.
Am 1. Januar 2001 schlossen sich die ehemals selbstständigen Gemeinden Ahrenshagen und Daskow zur neuen Gemeinde Ahrenshagen-Daskow zusammen.

## Baudenkmäler
Siehe auch: Liste der Baudenkmale in Ahrenshagen
- Dorfkirche Ahrenshagen